# Manuel de Amat y Junient

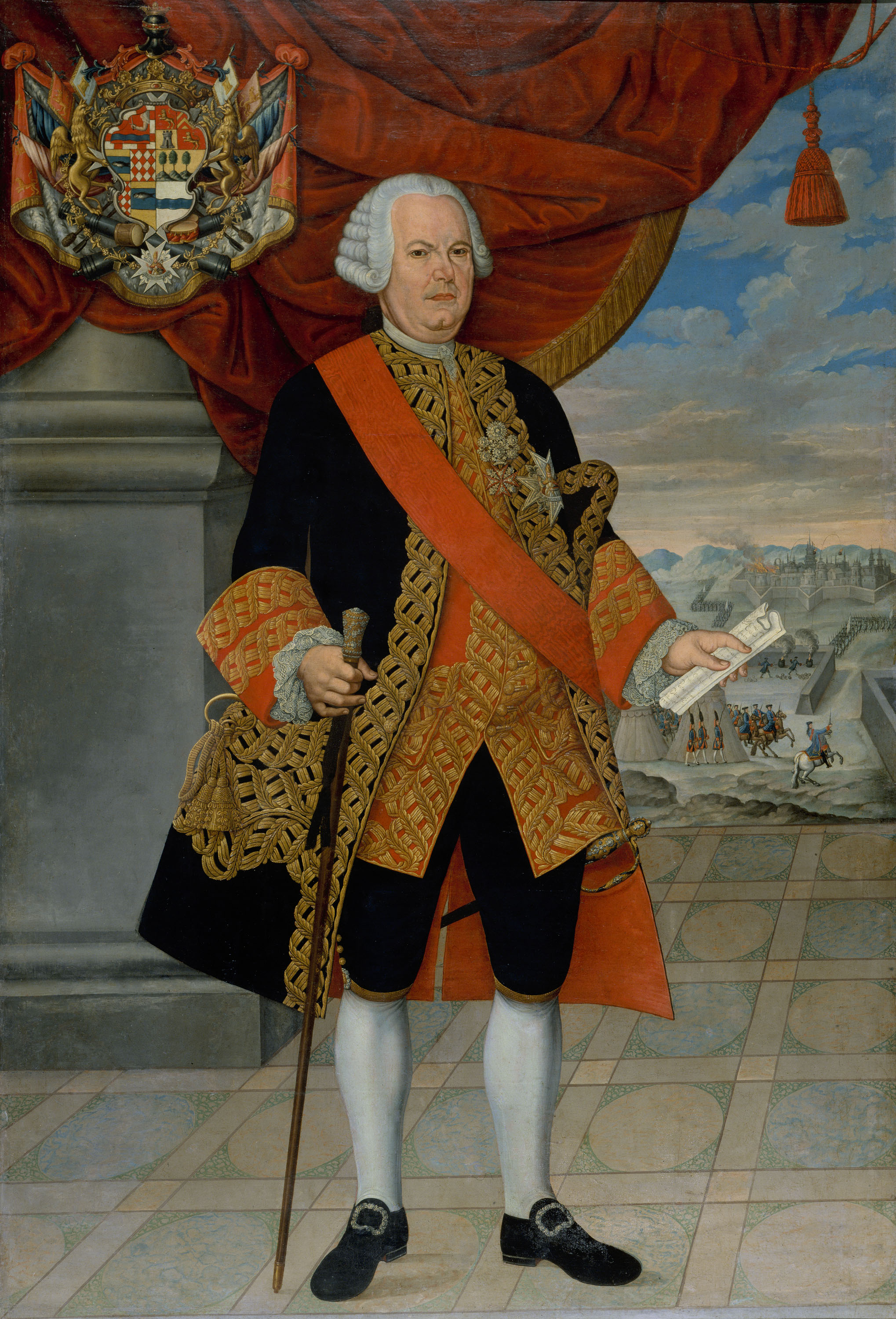
Manuel de Amat y de Junyent

Manuel de Amat y Juniet, em catalão Manuel d'Amat i de Junyent (Vacarisses, Barcelona, 1704 — Barcelona, 1782) foi um militar e administrador colonial espanhol, governador do  Chile (1755-1761) e vice-rei do Peru (1761-1776).
Nasceu numa família aristocrata catalã. Filho de Joseph de Amat y de Planella (primeiro marquês de Castellbell) e de Mariana de Junyent y de Verges (filha do primeiro marquês de Castellmeià).
Demonstrou seu dotes militares desde de jovem, participando já em 1719 em ações bélicas contra o franceses em Aragão. Aos 17 anos ingressou na Ordem de Malta, permanecendo por quatro anos na ilha homônima. Serviu em combates na África, pelos quais obteve o comando do regimento de dragões de Sagunto.
Teve participação destacada na batalha de Bitonto (Reino de Nápoles, 25 de maio de 1734) com o contingente  que, sob o comando do conde de Montemar, derrotou as tropas austríacas de Visconti e Traun na Guerra de Sucessão da Polônia. Chegou a alcançar a patente de marechal-de-campo.